# BITX Transceiver
El BITX es un diseño de transceptor QRP para la banda de radioaficionados 20m, en modulación de banda lateral única, creado por un joven ingeniero indio, Ashhar Farhan (VU2ESE por su distintiva o indicativo como radioaficionado).
El BITX fue diseñado para los radioaficionados que desesen construir su propio equipo de transmisión bajo la idea de producir un diseño simple, fácilmente reproducible por principiantes y sin componentes caros ni difíciles de conseguir. Además la calibración debía (y debe) poder hacerse sin equipo especializado.
La versión original fue construida para la banda de 20m, pero luego se incorporaron numerosas versiones derivadas para distintas bandas y distintos modos.
El BITX está siendo utilizado por radioaficionados de todo el mundo. Los comentarios de los constructores y de sus interlocutores son elogiosos, aunque queda claro que son equipos para el aprendizaje y la experimentación y que si el usuario pretende un plug&play este no es su espacio de trabajo. Los objetivos de coste reducido y amplia disponibilidad de componentes pretenden llegar a un público con bajo poder adquisitivo y/o con alto interés por aprender y desarrollarse en el mundo de la radioafición.
En un principio quienes deseasen construir un BITX en kit tenía diversas fuentes de aprovisionamiento: por ejemplo, un grupo de radioaficionados del Reino Unido, un radioaficionado de la Unión India y otro de los Estados Unidos de América presentaban propuesto kits de construcción. En estos momentos su fundador creó una empresa que comercializa distintos modelos de BITX a la vez que nuclea numerosas actividades relacionadas con estos equipos (HF Sígnals), igualmente se pueden comprar en diversas páginas web de comercialización general de productos.
HF Signals fue fundada por Ashhar Farhan para aprovechar el éxito de los BITX. Su creador en la página WEB de la empresa afirma que, su misión es "animar a la gente de todo el mundo a ser más activos en la radioafición, la electrónica analógica y el autoaprendizaje. Construir y modificar radios es una gran educación y entrenamiento. En buena parte del mundo, la falta de acceso a los mentores) y a las comunidades de constructores de radios, así como la ausencia de equipos de prueba, impiden la difusión del homebrewing de radios y equipos periféricos". Comenzando con el BITX40, esperaba recuperar ese terreno y animar a más y más gente a salir al aire, modificar, experimentar, construir y aprender. 
HF Signals trabaja con un colectivo de trabajadores. Muchos de sus componentes se desarrollan a mano en la India, país de origen de Farhan. Esto proporciona un medio de vida a estas trabajadoras. Las placas ensambladas se someten a una comprobación de control de calidad.  Antes de enviarlas, se realiza una comprobación final de RF (radiofrecuencia) y una puesta a punto para comprobar la sensibilidad del receptor y la salida del transmisor. Cada placa es numerada individualmente y firmada por un radioaficionado que comprueba su funcionamiento antes de ser enviada.
HF Signals comercializa sus equipos on line , entre los modelos que ofrece en la actualidad se encuentran el: 
- zBitx
- sBitx v3
- sBitx v2
- uBITX V6
- BITX40

Al margen de este desarrollo comercial existe una activa comunidad de usuarios que comparten sus experiencias, mejoras, problemas, diversión y frustraciones denominado BITX20 el cual es un excelente espacio para obtener datos para mejorar la experiencia de usuario.
Farhan también cuenta con un canal de YouTube en el cual presenta las especificaciones sus equipos 
Es muy importante tener en cuenta que este tipo de equipos son para aquellos que quieran aprender, desarrollar o simplemente jugar dentro del mundo de los Radioaficionados. Rescata el espíritu aventurero de aquellos que comenzaron con las radios caseras en el siglo pasado, pero trasladado a las tecnologías actuales. Si tu interés es comercial o tener un equipo de última generación y de fácil uso, esto no es para vos, son equipos económicos pero que insumen tiempo y esfuerzo para que funcionen y sus resultados siempre van a distar de los equipos profesionales de alta gama. 
73